# Ribes de Freser
Ribes de Freser (em catalão e oficialmente), Ribas de Freser ou Ribas de Fresser (em castelhano; outrora também chamado Ribas y Freser) é um município da Espanha na comarca de Ripollès, província de Girona, comunidade autónoma da Catalunha. Tem 41,9 km² de área e em 2021 tinha 1 787 habitantes (densidade: 42,6 hab./km²).
Ribes é uma das cidades catalãs com maior tradição turística. Desde o início do século XX as pessoas visitam a cidade atraídas pelo clima, a proximidade de florestas e montanhas com grandes estações de esqui e, acima de tudo, a abundância de água natural.
O município também tem uma longa tradição em esportes de neve. Foi o primeiro município da Catalunha (e do Estado espanhol) onde se praticou esqui e patinação no gelo em 1908. Oferece esportes de montanha, caminhadas, cultura gastronômica e um bom lugar para descansar.
A arquitetura românica está muito presente. Por um lado, no que diz respeito aos edifícios militares, encontram-se os castelos de Ribes e Segura; e de âmbito religioso, as igrejas de Santa Maria de Ribes e Sant Feliu de Bruguera.

## Situação geográfica
Ribes de Freser é um município da região de Ripollès. Situada no sector sul do vale do Ribes, na confluência do rio Freser com o Rigard e o Segadell, ocupa uma zona muito montanhosa.

## Clima
Clima temperado de montanha com poucas características mediterrânicas, visto que mantém um regime de chuvas abundantes e contínuas ao longo do ano, favorecido pela forma do relevo. A orografia aumenta as chuvas.

## Atividades econômicas
A abundância de água nos rios favoreceu as atividades da indústria têxtil, como a Colonia Recolons, que, junto com as indústrias de papel, metalúrgica e, mais recentemente, de plásticos, representam um passado industrial muito poderoso. Atualmente, a boa qualidade da água levou à instalação de uma empresa engarrafadora de água mineral.
A ovinocultura e a pecuária, juntamente com a produção leiteira, são as atividades agrícolas mais características.
Mas a actividade hoteleira também tem uma longa tradição, pois desde há anos acolhe os numerosos visitantes que costumam passar o verão no concelho devido à proximidade das termas de Montagut e do santuário de Núria. A oferta de serviços turísticos, que hoje é a principal atividade, também aumenta a cada dia.

## História
Documentada desde o século X, a vila de Ribes foi fundada em torno de um antigo castelo, na confluência dos rios Freser, Rigard e Segadell. O termo do castelo incluía o vale homônimo e fazia parte do condado de Cerdanya. Sob jurisdição real, a cidade era o centro da subveguería Ribes.
A lavoura camponesa e a exploração das minas têm sido as atividades econômicas tradicionais do município. Com a chegada da industrialização no século XIX, foram instaladas fábricas de papel e colônias têxteis. Já no século XX, o turismo passou a ser a principal atividade da cidade.

## Região
Em Ribes encontramos mais exemplos da arte românica tão presente em Ripollès, como o castelo de Ribes e o castelo de Segura. O primeiro é um edifício de planta semicírculo que ainda preserva parte das paredes originais, bem como uma estrutura de três pisos (denominada Torre), onde podemos ver algumas janelas e brechas. Do segundo, localizado em um planalto chamado El Castillo, há um par de paredes e o teto em abóbada de berço com as paredes revestidas com o estuque original.
Quanto às igrejas, a igreja românica de Santa Maria de Ribes foi destruída durante a Guerra Civil Espanhola (1936-1939) e reconstruída posteriormente. Da estrutura primitiva, preservam-se as três ábsides e as duas voltas esféricas nas ábsides laterais, que hoje funcionam como capelas.
Na igreja de Sant Feliu de Bruguera (século XII) sobressaem a primitiva abside e parte da torre sineira, onde ainda se pode ver um portal em arco.
A igreja de Sant Cristòfol de Ventolà tem uma nave muito comprida, coberta por abóbada de berço, e uma torre sineira quadrada com janelas em arco. Também encontramos a ermida de Sant Antoni, que data do século XVII.
De arquitectura posterior, em Ribes encontram-se exemplos interessantes de estética modernista, como o edifício das Escolas Públicas (1924), a torre Pàmies, o chalé Can Recolons (1917) e dois edifícios com história: La Corba, um antigo hotel do século XIX onde Jacint Verdaguer (1845-1902) ficou, e a torre dos alemães, assim chamada porque um alemão rico mandou construir para dá-la à famosa artista do Paralelo de Barcelona Raquel Meller.
Passeando pelo centro histórico, encontraremos a rua Cerdanya, que preserva as casas mais antigas da cidade, e o passeio Àngel Guimerà, um dos locais mais procurados pelos habitantes e o ponto de partida da nova arquitetura do século XX Para turismo. O passeio foi inaugurado em 1920 pelo próprio Àngel Guimerà (1845-1924), autor de Terra baixa y Mar i cel.
Nalgumas pastelarias perto da igreja de Santa Maria podemos provar os dois doces típicos da vila: o mets e os daines. As primeiras são sobremesas à base de amêndoas e assadas no forno em forma de pastor a deslizar rio abaixo. E os daines são massas secas com pequenas quantidades de algumas ervas aromáticas do Vale do Núria. Também podemos levar para casa bons queijos artesanais, enchidos e mel.
Ribes oferece a possibilidade de praticar desportos de montanha, como esqui, escalada, percursos de BTT, passeios a cavalo ou tiro com arco. Além disso, também podemos praticar espeleologia ou acampar.
O passeio é uma das atividades mais comuns, com travessias que atravessam todos os Pirenéus. Entre as excursões no mesmo prazo, destacam-se a que sobe à montanha mais emblemática do município, a Taga (2.038 metros), ou a que vai a Puig Cornador ou Sant Antoni, um dos locais preferidos para acampar. Lá, em junho, em meio às paisagens da mata, é realizada uma romaria e um popular prato de arroz.
Outra data importante é o primeiro domingo de setembro, quando é realizado o Concurso Internacional de Sheepdog.
Em Ribes, como em Queralbs, existe uma das estações onde se apanha o comboio de cremalheira que o leva ao santuário de Núria.

## Demografia
| Variação demográfica do município entre 1991 e 2004 | Variação demográfica do município entre 1991 e 2004 | Variação demográfica do município entre 1991 e 2004 | Variação demográfica do município entre 1991 e 2004 |
| --------------------------------------------------- | --------------------------------------------------- | --------------------------------------------------- | --------------------------------------------------- |
| 1991                                                | 1996                                                | 2001                                                | 2004                                                |
| 2330                                                | 2156                                                | 2033                                                | 2040                                                |